# Grand Prix Cycliste La Marseillaise 2022
Grand Prix d'Ouverture La Marseillaise 2022 – 43. edycja wyścigu kolarskiego Grand Prix Cycliste La Marseillaise, która odbyła się 30 stycznia 2022 na liczącej 171 kilometrów trasie wokół Marsylii. Impreza kategorii 1.1 była częścią UCI Europe Tour 2022.

## Uczestnicy

### Drużyny
| WorldTeams (9)- AG2R Citroën Team - Cofidis - Groupama-FDJ - EF Education-EasyPost - Intermarché-Wanty-Gobert Matériaux - Israel-Premier Tech - Trek-Segafredo - UAE Team Emirates - Lotto-Soudal ProTeams (8)- B&B Hotels-KTM - Arkéa-Samsic - TotalEnergies - Bingoal Pauwels Sauces WB - Equipo Kern Pharma - Sport Vlaanderen-Baloise - Uno-X Pro Cycling Team - Caja Rural-Seguros RGA Continental teams (4)- Go Sport-Roubaix Lille Métropole - Saint Michel-Auber 93 - UC Nantes Atlantique - Nice Métropole Côte d'Azur |
| |

### Lista startowa
| AG2R Citroën Team ACT | AG2R Citroën Team ACT     | AG2R Citroën Team ACT |
| --------------------- | ------------------------- | --------------------- |
| Nr                    | Kolarz                    | Miejsce               |
| 1                     | Benoît Cosnefroy (FRA)    | 5.                    |
| 2                     | Lilian Calmejane (FRA)    | 17.                   |
| 3                     | Clément Champoussin (FRA) | 13.                   |
| 4                     | Geoffrey Bouchard (FRA)   | 40.                   |
| 5                     | Larry Warbasse (USA)      | 51.                   |
| 6                     | Antoine Raugel (FRA)      | 68.                   |
| 7                     | Paul Lapeira (FRA)        | 79.                   |

| Groupama-FDJ GFC | Groupama-FDJ GFC            | Groupama-FDJ GFC |
| ---------------- | --------------------------- | ---------------- |
| Nr               | Kolarz                      | Miejsce          |
| 11               | Thibaut Pinot (FRA)         | 37.              |
| 12               | Bruno Armirail (FRA)        | 55.              |
| 13               | Antoine Duchesne (CAN)      | 66.              |
| 14               | Matthieu Ladagnous (FRA)    | 83.              |
| 15               | Sébastien Reichenbach (SUI) | 35.              |
| 16               | Tobias Ludvigsson (SWE)     | 65.              |
| 17               | Quentin Pacher (FRA)        | 28.              |

| Cofidis COF | Cofidis COF              | Cofidis COF |
| ----------- | ------------------------ | ----------- |
| Nr          | Kolarz                   | Miejsce     |
| 21          | Guillaume Martin (FRA)   | 22.         |
| 22          | Bryan Coquard (FRA)      | 6.          |
| 23          | Alexandre Delettre (FRA) | 53.         |
| 25          | Hugo Toumire (FRA)       | 103.        |
| 26          | Rémy Rochas (FRA)        | 26.         |
| 27          | Benjamin Thomas (FRA)    | 12.         |

| UAE Team Emirates UAD | UAE Team Emirates UAD      | UAE Team Emirates UAD |
| --------------------- | -------------------------- | --------------------- |
| Nr                    | Kolarz                     | Miejsce               |
| 31                    | Matteo Trentin (ITA)       | DNS                   |
| 32                    | Ivo Oliveira (POR)         | DNS                   |
| 33                    | Alexys Brunel (FRA)        | 47.                   |
| 34                    | Alessandro Covi (ITA)      | 9.                    |
| 35                    | Vegard Stake Laengen (NOR) | 46.                   |
| 36                    | Joël Suter (SUI)           | 33.                   |
| 37                    | Diego Ulissi (ITA)         | 8.                    |

| Israel-Premier Tech IPT | Israel-Premier Tech IPT | Israel-Premier Tech IPT |
| ----------------------- | ----------------------- | ----------------------- |
| Nr                      | Kolarz                  | Miejsce                 |
| 41                      | Daryl Impey (RSA)       | 109.                    |
| 42                      | Hugo Houle (CAN)        | 14.                     |
| 43                      | Derek Gee (CAN)         | 69.                     |
| 44                      | Guillaume Boivin (CAN)  | 88.                     |
| 45                      | Itamar Einhorn (ISR)    | 104.                    |
| 46                      | Gaj Sagiw (ISR)         | 97.                     |
| 47                      | Edo Goldstein (ISR)     | 108.                    |

| Trek-Segafredo TFS | Trek-Segafredo TFS   | Trek-Segafredo TFS |
| ------------------ | -------------------- | ------------------ |
| Nr                 | Kolarz               | Miejsce            |
| 51                 | Tony Gallopin (FRA)  | 44.                |
| 52                 | Alex Kirsch (LUX)    | 92.                |
| 53                 | Bauke Mollema (NED)  | 23.                |
| 54                 | Mads Pedersen (DEN)  | 2.                 |
| 55                 | Toms Skujiņš (LAT)   | 19.                |
| 56                 | Edward Theuns (BEL)  | DNS                |
| 57                 | Otto Vergaerde (BEL) | DNF                |

| Intermarché-Wanty-Gobert Matériaux IWG | Intermarché-Wanty-Gobert Matériaux IWG | Intermarché-Wanty-Gobert Matériaux IWG |
| -------------------------------------- | -------------------------------------- | -------------------------------------- |
| Nr                                     | Kolarz                                 | Miejsce                                |
| 61                                     | Théo Delacroix (FRA)                   | 81.                                    |
| 62                                     | Aimé De Gendt (BEL)                    | 85.                                    |
| 63                                     | Tom Devriendt (BEL)                    | 113.                                   |
| 64                                     | Hugo Page (FRA)                        | 48.                                    |
| 65                                     | Simone Petilli (ITA)                   | DNF                                    |
| 67                                     | Georg Zimmermann (GER)                 | 7.                                     |

| EF Education-EasyPost EFE | EF Education-EasyPost EFE | EF Education-EasyPost EFE |
| ------------------------- | ------------------------- | ------------------------- |
| Nr                        | Kolarz                    | Miejsce                   |
| 71                        | Alberto Bettiol (ITA)     | 10.                       |
| 72                        | Owain Doull (GBR)         | 90.                       |
| 73                        | Jens Keukeleire (BEL)     | 39.                       |
| 74                        | Magnus Cort Nielsen (DEN) | 125.                      |
| 75                        | Michael Valgren (DEN)     | 91.                       |
| 76                        | Łukasz Wiśniowski (POL)   | 124.                      |
| 77                        | Thomas Scully (NZL)       | 129.                      |

| Lotto-Soudal LTS | Lotto-Soudal LTS         | Lotto-Soudal LTS |
| ---------------- | ------------------------ | ---------------- |
| Nr               | Kolarz                   | Miejsce          |
| 81               | Philippe Gilbert (BEL)   | 18.              |
| 82               | Filippo Conca (ITA)      | 71.              |
| 83               | Cédric Beullens (BEL)    | 95.              |
| 84               | Sébastien Grignard (BEL) | 58.              |
| 87               | Xandres Vervloesem (BEL) | 110.             |

| Arkéa-Samsic ARK | Arkéa-Samsic ARK         | Arkéa-Samsic ARK |
| ---------------- | ------------------------ | ---------------- |
| Nr               | Kolarz                   | Miejsce          |
| 91               | Maxime Bouet (FRA)       | 41.              |
| 92               | Amaury Capiot (BEL)      | 1.               |
| 93               | Thibault Guernalec (FRA) | 15.              |
| 94               | Clément Russo (FRA)      | 43.              |
| 95               | Alan Riou (FRA)          | 57.              |
| 96               | Connor Swift (GBR)       | 42.              |
| 97               | Alessandro Verre (ITA)   | 63.              |

| TotalEnergies TEN | TotalEnergies TEN          | TotalEnergies TEN |
| ----------------- | -------------------------- | ----------------- |
| Nr                | Kolarz                     | Miejsce           |
| 101               | Edvald Boasson Hagen (NOR) | 4.                |
| 102               | Fabien Grellier (FRA)      | 45.               |
| 103               | Sandy Dujardin (FRA)       | 32.               |
| 104               | Mathieu Burgaudeau (FRA)   | 36.               |
| 105               | Pierre Latour (FRA)        | 94.               |
| 106               | Julien Simon (FRA)         | 34.               |
| 107               | Alan Jousseaume (FRA)      | 93.               |

| B&B Hotels-KTM BBK | B&B Hotels-KTM BBK     | B&B Hotels-KTM BBK |
| ------------------ | ---------------------- | ------------------ |
| Nr                 | Kolarz                 | Miejsce            |
| 111                | Jonathan Hivert (FRA)  | 56.                |
| 112                | Alan Boileau (FRA)     | DNF                |
| 113                | Franck Bonnamour (FRA) | DNF                |
| 114                | Thibault Ferasse (FRA) | 24.                |
| 115                | Alexis Gougeard (FRA)  | 38.                |
| 116                | Quentin Jauregui (FRA) | 52.                |
| 117                | Victor Koretzky (FRA)  | 84.                |

| Bingoal Pauwels Sauces WB BWB | Bingoal Pauwels Sauces WB BWB | Bingoal Pauwels Sauces WB BWB |
| ----------------------------- | ----------------------------- | ----------------------------- |
| Nr                            | Kolarz                        | Miejsce                       |
| 121                           | Milan Menten (BEL)            | 76.                           |
| 122                           | Louis Blouwe (BEL)            | 75.                           |
| 123                           | Ceriel Desal (BEL)            | 106.                          |
| 124                           | Rémy Mertz (BEL)              | 20.                           |
| 125                           | Tom Paquot (BEL)              | 111.                          |
| 126                           | Johan Meens (BEL)             | 80.                           |
| 127                           | Luc Wirtgen (LUX)             | 21.                           |

| Sport Vlaanderen-Baloise SVB | Sport Vlaanderen-Baloise SVB | Sport Vlaanderen-Baloise SVB |
| ---------------------------- | ---------------------------- | ---------------------------- |
| Nr                           | Kolarz                       | Miejsce                      |
| 131                          | Arne Marit (BEL)             | 102.                         |
| 132                          | Lindsay De Vylder (BEL)      | 67.                          |
| 133                          | Alex Colman (BEL)            | 100.                         |
| 134                          | Jens Reynders (BEL)          | 96.                          |
| 135                          | Aaron Van Poucke (BEL)       | 120.                         |
| 136                          | Kenneth Van Rooy (BEL)       | 29.                          |
| 137                          | Ward Vanhoof (BEL)           | 70.                          |

| Uno-X Pro Cycling Team UXT | Uno-X Pro Cycling Team UXT       | Uno-X Pro Cycling Team UXT |
| -------------------------- | -------------------------------- | -------------------------- |
| Nr                         | Kolarz                           | Miejsce                    |
| 141                        | Rasmus Tiller (NOR)              | 30.                        |
| 142                        | Anders Skaarseth (NOR)           | 62.                        |
| 143                        | Kristoffer Halvorsen (NOR)       | 122.                       |
| 144                        | Morten Hulgaard (DEN)            | 112.                       |
| 145                        | Torjus Sleen (NOR)               | 87.                        |
| 146                        | Tobias Halland Johannessen (NOR) | 27.                        |
| 147                        | Jonas Gregaard (DEN)             | 61.                        |

| Caja Rural-Seguros RGA CJR | Caja Rural-Seguros RGA CJR | Caja Rural-Seguros RGA CJR |
| -------------------------- | -------------------------- | -------------------------- |
| Nr                         | Kolarz                     | Miejsce                    |
| 151                        | Orluis Aular (VEN)         | 86.                        |
| 152                        | Aritz Bagües (ESP)         | 107.                       |
| 153                        | Fernando Barceló (ESP)     | 11.                        |
| 154                        | Jon Barrenetxea (ESP)      | 59.                        |
| 155                        | David González López (ESP) | 105.                       |
| 156                        | Calum Johnston (GBR)       | 99.                        |
| 157                        | Joel Nicolau (ESP)         | 31.                        |

| Equipo Kern Pharma EKP | Equipo Kern Pharma EKP     | Equipo Kern Pharma EKP |
| ---------------------- | -------------------------- | ---------------------- |
| Nr                     | Kolarz                     | Miejsce                |
| 161                    | Francisco Galván (ESP)     | 3.                     |
| 162                    | Martí Márquez (ESP)        | 25.                    |
| 163                    | Danny van der Tuuk (NED)   | 89.                    |
| 164                    | Daniel Méndez Noreña (COL) | DNF                    |
| 165                    | Ibon Ruiz (ESP)            | 82.                    |
| 166                    | Eugenio Sánchez (ESP)      | 49.                    |
| 167                    | Pau Miquel (ESP)           | 73.                    |

| Saint Michel-Auber 93 AUB | Saint Michel-Auber 93 AUB  | Saint Michel-Auber 93 AUB |
| ------------------------- | -------------------------- | ------------------------- |
| Nr                        | Kolarz                     | Miejsce                   |
| 171                       | Anthony Maldonado (FRA)    | 72.                       |
| 172                       | Romain Cardis (FRA)        | 74.                       |
| 173                       | Nicolas Debeaumarché (FRA) | 54.                       |
| 174                       | Tony Hurel (FRA)           | 126.                      |
| 175                       | Flavien Maurelet (FRA)     | 16.                       |
| 176                       | Stéphane Rossetto (FRA)    | 114.                      |
| 177                       | Morne van Niekerk (RSA)    | 118.                      |

| Go Sport-Roubaix Lille Métropole GRL | Go Sport-Roubaix Lille Métropole GRL | Go Sport-Roubaix Lille Métropole GRL |
| ------------------------------------ | ------------------------------------ | ------------------------------------ |
| Nr                                   | Kolarz                               | Miejsce                              |
| 181                                  | Thomas Boudat (FRA)                  | 130.                                 |
| 182                                  | Clément Carisey (FRA)                | 64.                                  |
| 183                                  | Maxime Jarnet (FRA)                  | 121.                                 |
| 184                                  | Jérémy Leveau (FRA)                  | 115.                                 |
| 185                                  | Tom Mainguenaud (FRA)                | 128.                                 |
| 186                                  | Evaldas Šiškevicius (LTU)            | 127.                                 |
| 187                                  | Valentin Tabellion (FRA)             | DNF                                  |

| Team U Nantes Atlantique 194 | Team U Nantes Atlantique 194 | Team U Nantes Atlantique 194 |
| ---------------------------- | ---------------------------- | ---------------------------- |
| Nr                           | Kolarz                       | Miejsce                      |
| 191                          | Jordan Jegat (FRA)           | DNF                          |
| 192                          | Louis Barré (FRA)            | 50.                          |
| 193                          | Yaël Joalland (FRA)          | 77.                          |
| 194                          | Maël Guégan (FRA)            | 117.                         |
| 195                          | Mathias Le Turnier (FRA)     | 78.                          |
| 196                          | Emmanuel Morin (FRA)         | 123.                         |
| 197                          | Tom Paquet (LUX)             | DNF                          |

| Nice Métropole Côte d'Azur NMC | Nice Métropole Côte d'Azur NMC | Nice Métropole Côte d'Azur NMC |
| ------------------------------ | ------------------------------ | ------------------------------ |
| Nr                             | Kolarz                         | Miejsce                        |
| 201                            | Maxime Urruty (FRA)            | 119.                           |
| 202                            | Julien Amadori (FRA)           | DNF                            |
| 203                            | Jonathan Couanon (FRA)         | 101.                           |
| 204                            | Tristan Delacroix (FRA)        | 116.                           |
| 205                            | Jean Goubert (FRA)             | 98.                            |
| 206                            | Paul Hennequin (FRA)           | DNF                            |
| 207                            | Andrea Mifsud                  | 60.                            |

| AG2R Citroën Team ACT | AG2R Citroën Team ACT     | AG2R Citroën Team ACT |
| --------------------- | ------------------------- | --------------------- |
| Nr                    | Kolarz                    | Miejsce               |
| 1                     | Benoît Cosnefroy (FRA)    | 5.                    |
| 2                     | Lilian Calmejane (FRA)    | 17.                   |
| 3                     | Clément Champoussin (FRA) | 13.                   |
| 4                     | Geoffrey Bouchard (FRA)   | 40.                   |
| 5                     | Larry Warbasse (USA)      | 51.                   |
| 6                     | Antoine Raugel (FRA)      | 68.                   |
| 7                     | Paul Lapeira (FRA)        | 79.                   |

| Groupama-FDJ GFC | Groupama-FDJ GFC            | Groupama-FDJ GFC |
| ---------------- | --------------------------- | ---------------- |
| Nr               | Kolarz                      | Miejsce          |
| 11               | Thibaut Pinot (FRA)         | 37.              |
| 12               | Bruno Armirail (FRA)        | 55.              |
| 13               | Antoine Duchesne (CAN)      | 66.              |
| 14               | Matthieu Ladagnous (FRA)    | 83.              |
| 15               | Sébastien Reichenbach (SUI) | 35.              |
| 16               | Tobias Ludvigsson (SWE)     | 65.              |
| 17               | Quentin Pacher (FRA)        | 28.              |

| Cofidis COF | Cofidis COF              | Cofidis COF |
| ----------- | ------------------------ | ----------- |
| Nr          | Kolarz                   | Miejsce     |
| 21          | Guillaume Martin (FRA)   | 22.         |
| 22          | Bryan Coquard (FRA)      | 6.          |
| 23          | Alexandre Delettre (FRA) | 53.         |
| 25          | Hugo Toumire (FRA)       | 103.        |
| 26          | Rémy Rochas (FRA)        | 26.         |
| 27          | Benjamin Thomas (FRA)    | 12.         |

| UAE Team Emirates UAD | UAE Team Emirates UAD      | UAE Team Emirates UAD |
| --------------------- | -------------------------- | --------------------- |
| Nr                    | Kolarz                     | Miejsce               |
| 31                    | Matteo Trentin (ITA)       | DNS                   |
| 32                    | Ivo Oliveira (POR)         | DNS                   |
| 33                    | Alexys Brunel (FRA)        | 47.                   |
| 34                    | Alessandro Covi (ITA)      | 9.                    |
| 35                    | Vegard Stake Laengen (NOR) | 46.                   |
| 36                    | Joël Suter (SUI)           | 33.                   |
| 37                    | Diego Ulissi (ITA)         | 8.                    |

| Israel-Premier Tech IPT | Israel-Premier Tech IPT | Israel-Premier Tech IPT |
| ----------------------- | ----------------------- | ----------------------- |
| Nr                      | Kolarz                  | Miejsce                 |
| 41                      | Daryl Impey (RSA)       | 109.                    |
| 42                      | Hugo Houle (CAN)        | 14.                     |
| 43                      | Derek Gee (CAN)         | 69.                     |
| 44                      | Guillaume Boivin (CAN)  | 88.                     |
| 45                      | Itamar Einhorn (ISR)    | 104.                    |
| 46                      | Gaj Sagiw (ISR)         | 97.                     |
| 47                      | Edo Goldstein (ISR)     | 108.                    |

| Trek-Segafredo TFS | Trek-Segafredo TFS   | Trek-Segafredo TFS |
| ------------------ | -------------------- | ------------------ |
| Nr                 | Kolarz               | Miejsce            |
| 51                 | Tony Gallopin (FRA)  | 44.                |
| 52                 | Alex Kirsch (LUX)    | 92.                |
| 53                 | Bauke Mollema (NED)  | 23.                |
| 54                 | Mads Pedersen (DEN)  | 2.                 |
| 55                 | Toms Skujiņš (LAT)   | 19.                |
| 56                 | Edward Theuns (BEL)  | DNS                |
| 57                 | Otto Vergaerde (BEL) | DNF                |

| Intermarché-Wanty-Gobert Matériaux IWG | Intermarché-Wanty-Gobert Matériaux IWG | Intermarché-Wanty-Gobert Matériaux IWG |
| -------------------------------------- | -------------------------------------- | -------------------------------------- |
| Nr                                     | Kolarz                                 | Miejsce                                |
| 61                                     | Théo Delacroix (FRA)                   | 81.                                    |
| 62                                     | Aimé De Gendt (BEL)                    | 85.                                    |
| 63                                     | Tom Devriendt (BEL)                    | 113.                                   |
| 64                                     | Hugo Page (FRA)                        | 48.                                    |
| 65                                     | Simone Petilli (ITA)                   | DNF                                    |
| 67                                     | Georg Zimmermann (GER)                 | 7.                                     |

| EF Education-EasyPost EFE | EF Education-EasyPost EFE | EF Education-EasyPost EFE |
| ------------------------- | ------------------------- | ------------------------- |
| Nr                        | Kolarz                    | Miejsce                   |
| 71                        | Alberto Bettiol (ITA)     | 10.                       |
| 72                        | Owain Doull (GBR)         | 90.                       |
| 73                        | Jens Keukeleire (BEL)     | 39.                       |
| 74                        | Magnus Cort Nielsen (DEN) | 125.                      |
| 75                        | Michael Valgren (DEN)     | 91.                       |
| 76                        | Łukasz Wiśniowski (POL)   | 124.                      |
| 77                        | Thomas Scully (NZL)       | 129.                      |

| Lotto-Soudal LTS | Lotto-Soudal LTS         | Lotto-Soudal LTS |
| ---------------- | ------------------------ | ---------------- |
| Nr               | Kolarz                   | Miejsce          |
| 81               | Philippe Gilbert (BEL)   | 18.              |
| 82               | Filippo Conca (ITA)      | 71.              |
| 83               | Cédric Beullens (BEL)    | 95.              |
| 84               | Sébastien Grignard (BEL) | 58.              |
| 87               | Xandres Vervloesem (BEL) | 110.             |

| Arkéa-Samsic ARK | Arkéa-Samsic ARK         | Arkéa-Samsic ARK |
| ---------------- | ------------------------ | ---------------- |
| Nr               | Kolarz                   | Miejsce          |
| 91               | Maxime Bouet (FRA)       | 41.              |
| 92               | Amaury Capiot (BEL)      | 1.               |
| 93               | Thibault Guernalec (FRA) | 15.              |
| 94               | Clément Russo (FRA)      | 43.              |
| 95               | Alan Riou (FRA)          | 57.              |
| 96               | Connor Swift (GBR)       | 42.              |
| 97               | Alessandro Verre (ITA)   | 63.              |

| TotalEnergies TEN | TotalEnergies TEN          | TotalEnergies TEN |
| ----------------- | -------------------------- | ----------------- |
| Nr                | Kolarz                     | Miejsce           |
| 101               | Edvald Boasson Hagen (NOR) | 4.                |
| 102               | Fabien Grellier (FRA)      | 45.               |
| 103               | Sandy Dujardin (FRA)       | 32.               |
| 104               | Mathieu Burgaudeau (FRA)   | 36.               |
| 105               | Pierre Latour (FRA)        | 94.               |
| 106               | Julien Simon (FRA)         | 34.               |
| 107               | Alan Jousseaume (FRA)      | 93.               |

| B&B Hotels-KTM BBK | B&B Hotels-KTM BBK     | B&B Hotels-KTM BBK |
| ------------------ | ---------------------- | ------------------ |
| Nr                 | Kolarz                 | Miejsce            |
| 111                | Jonathan Hivert (FRA)  | 56.                |
| 112                | Alan Boileau (FRA)     | DNF                |
| 113                | Franck Bonnamour (FRA) | DNF                |
| 114                | Thibault Ferasse (FRA) | 24.                |
| 115                | Alexis Gougeard (FRA)  | 38.                |
| 116                | Quentin Jauregui (FRA) | 52.                |
| 117                | Victor Koretzky (FRA)  | 84.                |

| Bingoal Pauwels Sauces WB BWB | Bingoal Pauwels Sauces WB BWB | Bingoal Pauwels Sauces WB BWB |
| ----------------------------- | ----------------------------- | ----------------------------- |
| Nr                            | Kolarz                        | Miejsce                       |
| 121                           | Milan Menten (BEL)            | 76.                           |
| 122                           | Louis Blouwe (BEL)            | 75.                           |
| 123                           | Ceriel Desal (BEL)            | 106.                          |
| 124                           | Rémy Mertz (BEL)              | 20.                           |
| 125                           | Tom Paquot (BEL)              | 111.                          |
| 126                           | Johan Meens (BEL)             | 80.                           |
| 127                           | Luc Wirtgen (LUX)             | 21.                           |

| Sport Vlaanderen-Baloise SVB | Sport Vlaanderen-Baloise SVB | Sport Vlaanderen-Baloise SVB |
| ---------------------------- | ---------------------------- | ---------------------------- |
| Nr                           | Kolarz                       | Miejsce                      |
| 131                          | Arne Marit (BEL)             | 102.                         |
| 132                          | Lindsay De Vylder (BEL)      | 67.                          |
| 133                          | Alex Colman (BEL)            | 100.                         |
| 134                          | Jens Reynders (BEL)          | 96.                          |
| 135                          | Aaron Van Poucke (BEL)       | 120.                         |
| 136                          | Kenneth Van Rooy (BEL)       | 29.                          |
| 137                          | Ward Vanhoof (BEL)           | 70.                          |

| Uno-X Pro Cycling Team UXT | Uno-X Pro Cycling Team UXT       | Uno-X Pro Cycling Team UXT |
| -------------------------- | -------------------------------- | -------------------------- |
| Nr                         | Kolarz                           | Miejsce                    |
| 141                        | Rasmus Tiller (NOR)              | 30.                        |
| 142                        | Anders Skaarseth (NOR)           | 62.                        |
| 143                        | Kristoffer Halvorsen (NOR)       | 122.                       |
| 144                        | Morten Hulgaard (DEN)            | 112.                       |
| 145                        | Torjus Sleen (NOR)               | 87.                        |
| 146                        | Tobias Halland Johannessen (NOR) | 27.                        |
| 147                        | Jonas Gregaard (DEN)             | 61.                        |

| Caja Rural-Seguros RGA CJR | Caja Rural-Seguros RGA CJR | Caja Rural-Seguros RGA CJR |
| -------------------------- | -------------------------- | -------------------------- |
| Nr                         | Kolarz                     | Miejsce                    |
| 151                        | Orluis Aular (VEN)         | 86.                        |
| 152                        | Aritz Bagües (ESP)         | 107.                       |
| 153                        | Fernando Barceló (ESP)     | 11.                        |
| 154                        | Jon Barrenetxea (ESP)      | 59.                        |
| 155                        | David González López (ESP) | 105.                       |
| 156                        | Calum Johnston (GBR)       | 99.                        |
| 157                        | Joel Nicolau (ESP)         | 31.                        |

| Equipo Kern Pharma EKP | Equipo Kern Pharma EKP     | Equipo Kern Pharma EKP |
| ---------------------- | -------------------------- | ---------------------- |
| Nr                     | Kolarz                     | Miejsce                |
| 161                    | Francisco Galván (ESP)     | 3.                     |
| 162                    | Martí Márquez (ESP)        | 25.                    |
| 163                    | Danny van der Tuuk (NED)   | 89.                    |
| 164                    | Daniel Méndez Noreña (COL) | DNF                    |
| 165                    | Ibon Ruiz (ESP)            | 82.                    |
| 166                    | Eugenio Sánchez (ESP)      | 49.                    |
| 167                    | Pau Miquel (ESP)           | 73.                    |

| Saint Michel-Auber 93 AUB | Saint Michel-Auber 93 AUB  | Saint Michel-Auber 93 AUB |
| ------------------------- | -------------------------- | ------------------------- |
| Nr                        | Kolarz                     | Miejsce                   |
| 171                       | Anthony Maldonado (FRA)    | 72.                       |
| 172                       | Romain Cardis (FRA)        | 74.                       |
| 173                       | Nicolas Debeaumarché (FRA) | 54.                       |
| 174                       | Tony Hurel (FRA)           | 126.                      |
| 175                       | Flavien Maurelet (FRA)     | 16.                       |
| 176                       | Stéphane Rossetto (FRA)    | 114.                      |
| 177                       | Morne van Niekerk (RSA)    | 118.                      |

| Go Sport-Roubaix Lille Métropole GRL | Go Sport-Roubaix Lille Métropole GRL | Go Sport-Roubaix Lille Métropole GRL |
| ------------------------------------ | ------------------------------------ | ------------------------------------ |
| Nr                                   | Kolarz                               | Miejsce                              |
| 181                                  | Thomas Boudat (FRA)                  | 130.                                 |
| 182                                  | Clément Carisey (FRA)                | 64.                                  |
| 183                                  | Maxime Jarnet (FRA)                  | 121.                                 |
| 184                                  | Jérémy Leveau (FRA)                  | 115.                                 |
| 185                                  | Tom Mainguenaud (FRA)                | 128.                                 |
| 186                                  | Evaldas Šiškevicius (LTU)            | 127.                                 |
| 187                                  | Valentin Tabellion (FRA)             | DNF                                  |

| Team U Nantes Atlantique 194 | Team U Nantes Atlantique 194 | Team U Nantes Atlantique 194 |
| ---------------------------- | ---------------------------- | ---------------------------- |
| Nr                           | Kolarz                       | Miejsce                      |
| 191                          | Jordan Jegat (FRA)           | DNF                          |
| 192                          | Louis Barré (FRA)            | 50.                          |
| 193                          | Yaël Joalland (FRA)          | 77.                          |
| 194                          | Maël Guégan (FRA)            | 117.                         |
| 195                          | Mathias Le Turnier (FRA)     | 78.                          |
| 196                          | Emmanuel Morin (FRA)         | 123.                         |
| 197                          | Tom Paquet (LUX)             | DNF                          |

| Nice Métropole Côte d'Azur NMC | Nice Métropole Côte d'Azur NMC | Nice Métropole Côte d'Azur NMC |
| ------------------------------ | ------------------------------ | ------------------------------ |
| Nr                             | Kolarz                         | Miejsce                        |
| 201                            | Maxime Urruty (FRA)            | 119.                           |
| 202                            | Julien Amadori (FRA)           | DNF                            |
| 203                            | Jonathan Couanon (FRA)         | 101.                           |
| 204                            | Tristan Delacroix (FRA)        | 116.                           |
| 205                            | Jean Goubert (FRA)             | 98.                            |
| 206                            | Paul Hennequin (FRA)           | DNF                            |
| 207                            | Andrea Mifsud                  | 60.                            |

## Klasyfikacja generalna
| \| Klasyfikacja generalna \| Klasyfikacja generalna \| Klasyfikacja generalna \| Klasyfikacja generalna \| Klasyfikacja generalna \| \| Kolarz \| Kolarz \| Państwo \| Drużyna \| Czas \| \| ---------------------- \| ---------------------- \| ---------------------- \| ---------------------------------- \| ---------------------- \| \| 1. \| Amaury Capiot \| Belgia \| Arkéa-Samsic \| 4h 31' 11" \| \| 2. \| Mads Pedersen \| Dania \| Trek-Segafredo \| + 0" \| \| 3. \| Francisco Galván \| Hiszpania \| Equipo Kern Pharma \| + 0" \| \| 4. \| Edvald Boasson Hagen \| Norwegia \| TotalEnergies \| + 0" \| \| 5. \| Benoît Cosnefroy \| Francja \| AG2R Citroën Team \| + 0" \| \| 6. \| Bryan Coquard \| Francja \| Cofidis \| + 0" \| \| 7. \| Georg Zimmermann \| Niemcy \| Intermarché-Wanty-Gobert Matériaux \| + 0" \| \| 8. \| Diego Ulissi \| Włochy \| UAE Team Emirates \| + 0" \| \| 9. \| Alessandro Covi \| Włochy \| UAE Team Emirates \| + 0" \| \| 10. \| Alberto Bettiol \| Włochy \| EF Education-EasyPost \| + 0" \| |                      |           |                                    |            |
| |                      |           |                                    |            |
| Źródło: ProCyclingStats |                      |           |                                    |            |
| Klasyfikacja generalna |                      |           |                                    |            |
| Kolarz | Kolarz               | Państwo   | Drużyna                            | Czas       |
| 1. | Amaury Capiot        | Belgia    | Arkéa-Samsic                       | 4h 31' 11" |
| 2. | Mads Pedersen        | Dania     | Trek-Segafredo                     | + 0"       |
| 3. | Francisco Galván     | Hiszpania | Equipo Kern Pharma                 | + 0"       |
| 4. | Edvald Boasson Hagen | Norwegia  | TotalEnergies                      | + 0"       |
| 5. | Benoît Cosnefroy     | Francja   | AG2R Citroën Team                  | + 0"       |
| 6. | Bryan Coquard        | Francja   | Cofidis                            | + 0"       |
| 7. | Georg Zimmermann     | Niemcy    | Intermarché-Wanty-Gobert Matériaux | + 0"       |
| 8. | Diego Ulissi         | Włochy    | UAE Team Emirates                  | + 0"       |
| 9. | Alessandro Covi      | Włochy    | UAE Team Emirates                  | + 0"       |
| 10. | Alberto Bettiol      | Włochy    | EF Education-EasyPost              | + 0"       |